# Wijken en buurten in Woudenberg
De Nederlandse gemeente Woudenberg is voor statistische doeleinden onderverdeeld in wijken en buurten. De gemeente is verdeeld in de volgende statistische wijken:
- Wijk 00 (CBS-wijkcode:035100)

Een statistische wijk kan bestaan uit meerdere buurten. Onderstaande tabel geeft de buurtindeling met kentallen volgens het Centraal Bureau voor de Statistiek (2008):
| CBS-buurtcode | Buurtnaam                                   | Inwonertal | Opp. totaal (ha) | Opp. land (ha) | Ligging                |
| ------------- | ------------------------------------------- | ---------- | ---------------- | -------------- | ---------------------- |
| BU03510000    | Woudenberg                                  | 8930       | 308              | 307            | Locatie in de gemeente |
| BU03510001    | Ekris                                       | 60         | 44               | 44             | Locatie in de gemeente |
| BU03510005    | Het Zeeland                                 | 1370       | 30               | 30             | Locatie in de gemeente |
| BU03510007    | Verspreide huizen Austerlitz                | 20         | 685              | 676            | Locatie in de gemeente |
| BU03510008    | Verspreide huizen Woudenberg                | 500        | 556              | 552            | Locatie in de gemeente |
| BU03510009    | Verspreide huizen Voskuilen Moorst Rumelaar | 710        | 2050             | 2038           | Locatie in de gemeente |